# Madisonia
Madisonia es un género monotípico de orquídeas epifitas. Su única especie: Madisonia kerrii (Braga) Luer, Monogr. Syst. Bot. Missouri Bot. Gard. 95: 258 (2004), es originaria de  Sudamérica donde se encuentra en el sur de Venezuela, Brasil y norte de Perú.

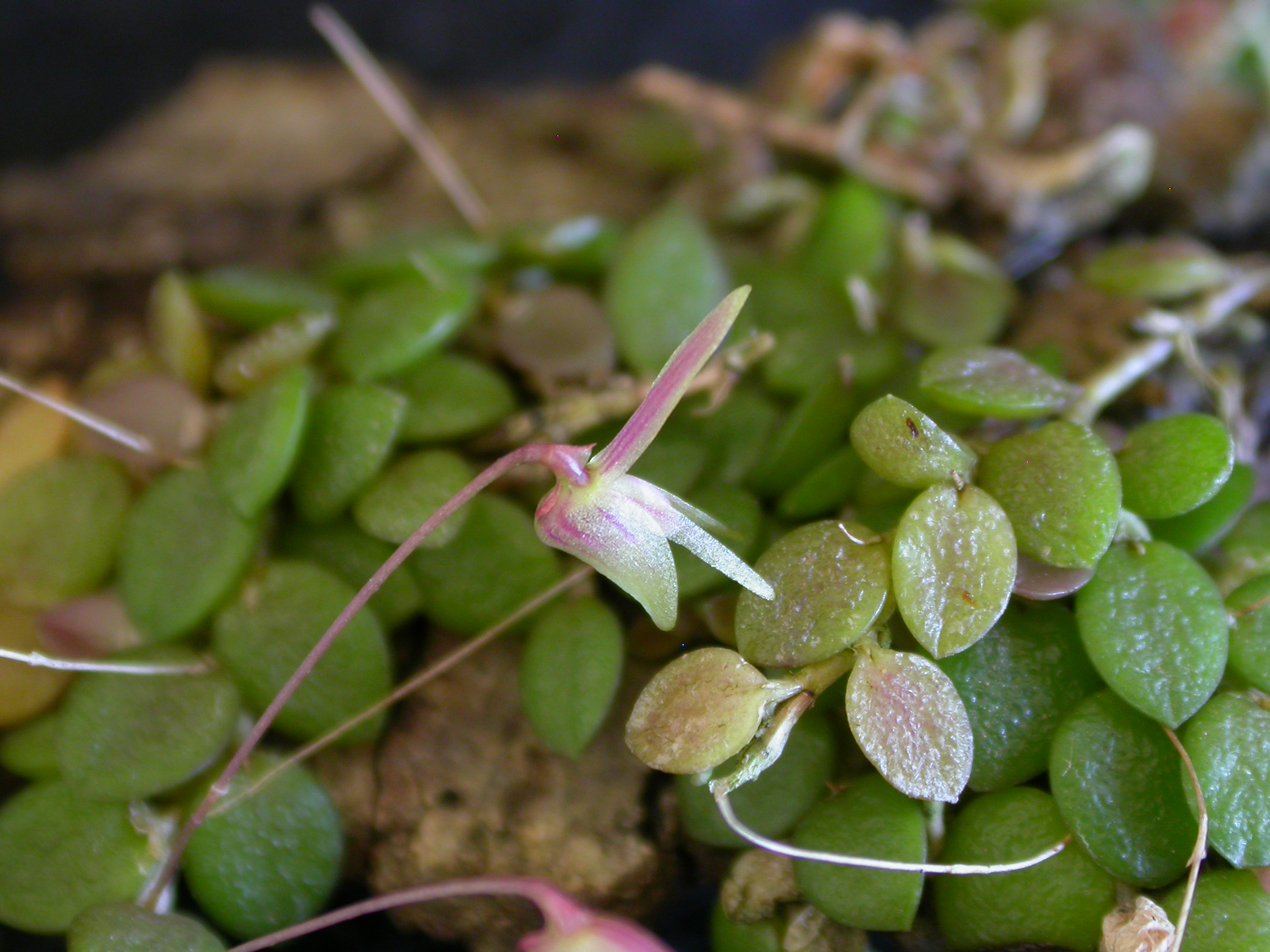
Barbosella crassifolia
especie similar a Madisonia kerrii, salvo en el número de polinias.

Este género fue considerado una vez como parte integrante de Pleurothallis  y, desde su publicación en el 2004, es un género segregado, aunque aún no está aceptado de forma unánime.

## Descripción
Se diferencia de Pleurothallis por tener un rizoma reptante, largo y cubierto de brácteas pubescentes, con ramicaules cortos unifoliados de hojas sésiles. La inflorescencia sólo consta de una sola flor.
Por su descripción y la ilustración es muy probable que este es un sinónimo de las especies ya descritas y ampliamente conocido como Barbosella crassifolia. La única diferencia entre ellas es el número de polinias, donde Pleurothallis kerrii tiene dos, mientras que Barbosella tiene cuatro. No se conoce la posición filogenética de este género para esta especie que no ha sido revisada todavía.

## Evolución, filogenia y taxonomía
Fue propuesto por Carlyle August Luer en Monografías de Botánica Sistemática del Jardín Botánico de Missouri, 95: 258 en el año 2004 refiriéndose a una sola especie que se encuentra en la selva amazónica, endémica de una zona muy oscura en la profundidad del bosque, fue descrito originalmente por Braga en 1981, como Pleurothallis Kerrie.

## Sinonimia
- Pleurothallis kerrii Braga, Bradea 3: 172 (1981).[1]